# Harry Potter
Volumele Harry Potter formează o serie foarte populară în întreaga lume; ele aparțin genului fantastic și au fost scrise de către autoarea britanică J. K. Rowling. Cărțile tratează o lume a vrăjitorilor, protagonist fiind un tânăr vrăjitor numit Harry Potter, alături de prietenii lui Ron Weasley și Hermione Granger. Povestea se desfășoară în cea mai mare parte la Hogwarts, Școala de Magie, Farmece și Vrăjitorii, o școală pentru tinerii vrăjitori. Punctul central al poveștii îl reprezintă conflictul dintre Harry și întunecatul vrăjitor Lord Voldemort, care i-a ucis părinții în misiunea sa de a domina lumea vrăjitorilor.
De la lansarea primului volum, Harry Potter și piatra filozofală, în 1997, cărțile au câștigat o imensă popularitate și un succes comercial în întreaga lume. Toate cele șapte volume s-au vândut în peste 450 milioane de exemplare, fiind traduse în peste 63 de limbi. A șaptea carte din seria Harry Potter, Harry Potter și Talismanele Morții, a fost lansată pe data de 21 iulie 2007. Editorii au anunțat un record de 12 milioane de exemplare vândute în Statele Unite ale Americii, pentru prima ediție.
Succesul romanelor sale a făcut-o pe J. K. Rowling cea mai bogată scriitoare din istorie. Versiunile în limba engleză ale cărților au fost publicate de către Bloomsbury în Regatul Unit, Scholastic Press în Statele Unite, Allen & Unwin în Australia și Raincoast Books în Canada.
Toate cele șapte volume ale seriei au fost ecranizate de-a lungul timpului.

## Vedere de ansamblu

### Rezumat
Povestea are loc în anii 90. 
Povestea începe cu o sărbătoare ce are loc în lumea vrăjitorească. De mai mulți ani această lume a fost terorizată de un vrăjitor malefic și însetat de putere, Voldemort. Cu o noapte înainte, pe 31 octombrie 1981, el descoperă refugiul secret în care se ascundea familia Potter, omorându-i pe Lily și James Potter. Totuși, când a încercat să-l omoare pe fiul lor, Harry Potter, vraja fatală Avada Kedavra pe care a produs-o s-a întors asupra lui. Corpul lui Voldemort a fost distrus, dar spiritul său supraviețuiește, el fiind nici mort, nici viu. Singurul semn al vrăjii lui Lord Voldemort este o cicatrice în forma de fulger pe fruntea lui Harry. Fiind singurul supraviețuitor al blestemului fatal, Harry este numit de către comunitatea vrăjitorească „băiatul care a supraviețuit” (eng. original "The Boy Who Lived").
Pe 1 noiembrie, Rubeus Hagrid, un 'semi-uriaș', îl duce pe Harry la singurele lui rude în viață, familia Dursley, alcătuită din unchiul Vernon, un bărbat înalt, mătăhălos, aproape fără gât, dar cu o mustață foarte bogată, mătușa Petunia, o femeie slabă cu un gât lung, care îl detesta pe Harry, și Dudley, fiul lor obez și răsfățat. Ei au încercat în van să stârpească abilitățile lui magice, să-i ascundă proveniența lui din lumea vrăjitorească și să-l pedepsească aspru după fiecare întâmplare mai ciudată.
Totuși, odată cu apropierea zilei în care împlinește 11 ani (31 iulie 1991), Harry are primul lui contact cu lumea magică, atunci când primește scrisori de la Hogwarts, livrate de bufnițe. Deși unchiul lui le interceptează, de ziua lui, Hagrid, Păstrătorul Cheilor de la Hogwarts, apare în casa Dursley și îi spune că este un vrăjitor și că este așteptat la Școala de Magie și Vrăjitorie. Fiecare volum prezintă un an din viața lui Harry, la Hogwarts, școala pentru vrăjitori și vrăjitoare. Acolo el învață să folosească formule magice și să producă poțiuni. Între timp, Lord Voldemort, revine la viață pentru a doua oară și preia controlul asupra comunității vrăjitorești, iar Harry se va confrunta în fiecare volum cu el până la înfruntarea finală.
În primul volum, Harry intră pentru prima dată în Școală. Acolo se împrietenește cu Ron și Hermione. În primul an, Harry descoperă un complot de a fura Piatra Filozofală, un obiect magic care se spună că are puterea de a da viață eternă. 

### Universul lui Harry Potter

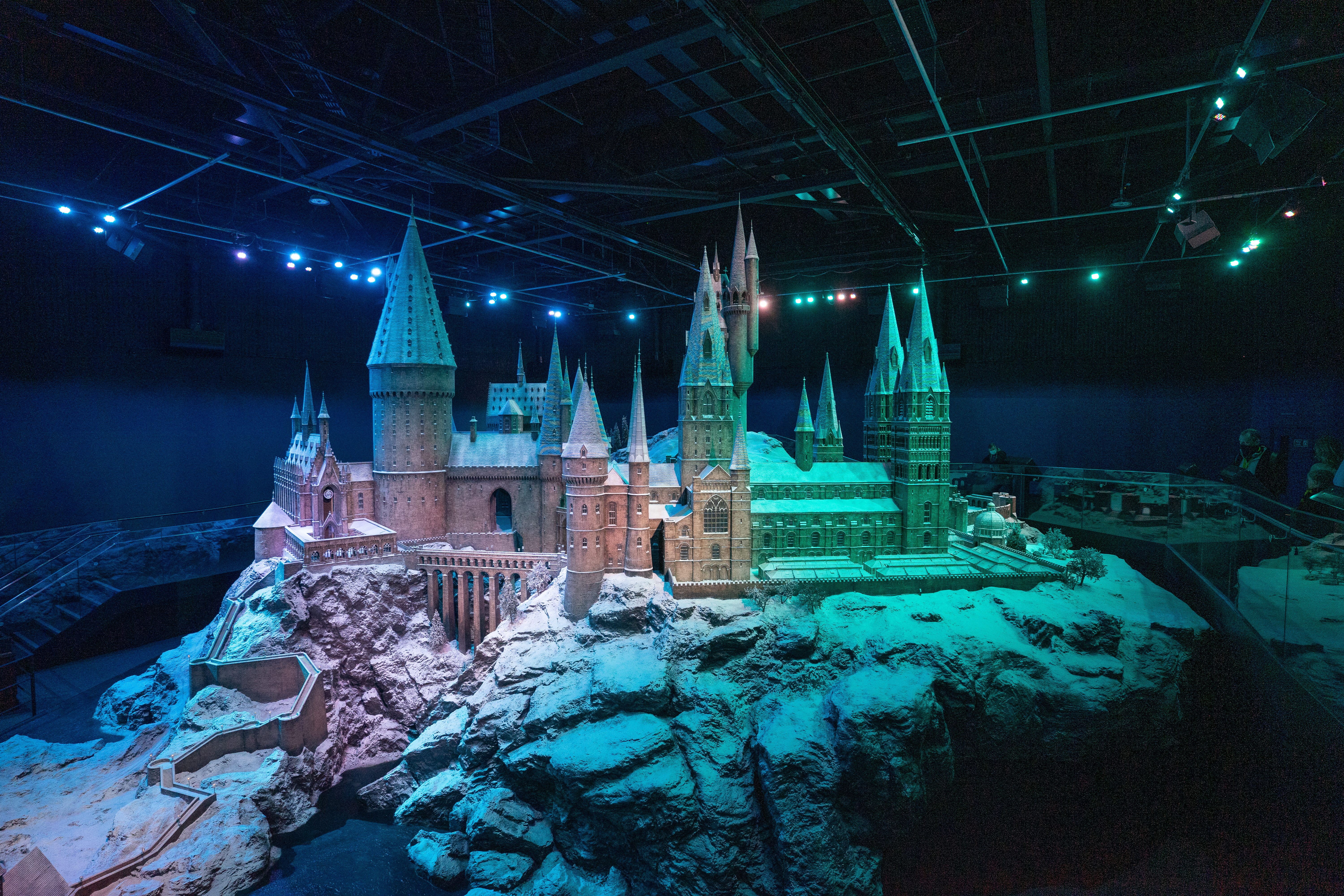
Școala Hogwarts (machetă).

Lumea magiei în care trăiește Harry este separată dar și foarte apropiată de lumea non - magică (Muggles). În timp ce universul fantastic din Narnia este o alternativă la universul curent, iar universul din Stăpânul Inelelor reprezintă un trecut mitic, lumea magică a lui Harry Potter există în același timp cu lumea obișnuită, având elemente magice interconectate lumii Muggles (oamenii non-magici). Multe școli, academii și localități se află în orașe și sate din lumea reală, de exemplu Ministerul Magiei care se află în Londra. Acest univers este format dintr-o colecție fragmentată de străzi secrete, poteci vechi, conace singuratice și castele ce rămân invizibile în ochii persoanelor non-magice (cunoscuți ca „Încuiați”/ "Muggles", ex: familia Dursley). Abilitatea de a produce magie este dobândită prin naștere, decât prin educație, iar cei care au această abilitate trebuie să urmeze o școală, ca și Hogwarts, pentru a învăța să folosească și să stăpânească magia. Cu toate acestea există și părinți-vrăjitori ai căror copii nu au abilitatea de a folosi magia, aceștia numindu-se „vrăjichixi” (ex: doamna Figg, Argus Filch). De asemenea, mai există și vrăjitori a căror părinți nu au abilități magice, despre aceștia spunându-se că au „sânge-mâl” (eng. "mudbloods") (ex: Hermione Granger). Vrăjitorii ai căror părinți au abilități magice, iar ambii lor părinți provin din părinți cu abilități magice au „sânge-pur” (ex: Ronald Weasley), iar cei care au doar un părinte cu abilități magice sau au doar un părinte cu „sânge-pur”, iar celălalt are „sânge-mâl” au denumirea „sânge-semipur” (eng. Halfbloods) (ex: Harry Potter, Lord Voldemort). Lumea magică și numeroasele ei elemente fantastice sunt descrise într-un mod surprinzător de detaliat. Îmbinarea magicului cu normalul este unul dintre principalele motive din roman; personajele din poveste trăiesc o viață obișnuită cu problemele ei obișnuite, într-o lume cu totul magică.
În 18 iunie 2010 s-a deschis parcul tematic dedicat lui Harry Potter în Orlando, Florida.

### Quidditch-ul de-a lungul timpului (Quidditch through the ages)
Conform originalului din limba engleză, Quidditch through the ages, Quidditch-ul este un sport ficțional creat de autoarea britanica J. K. Rowling, care este jucat în seria de romane Harry Potter.
Jucătorii utilizează mături zburătoare pentru a se deplasa în aer. Scopul jocului este de a prinde cât mai repede „hoțoaica aurie” / "Golden Snitch", o minge mică și rapidă. Pe lângă snitch-ul de aur mai există și două baloane ghiulea, care au scopul de a-i dezechilibra pe adversari de pe mături și nu în ultimul rând mingea de joc (balonul) care trebuie aruncată de atacanții unei echipe printr-unul dintre cele trei inele ale porții adverse. La Hogwarts există patru echipe, fiecare aparținând unei anumite „case”, Cercetași / "Griffyndor", Astropufi / "Hufflepuff", Ochi-de-Șoim / "Ravenclaw" și Viperini / "Slytherin".

### Cronologie
În general cărțile evită să încadreze acțiunea într-un anume an, totuși există câteva referințe care oferă cărților date exacte. Linia timpului o descoperim în Camera Secretelor, când Nick Aproape-Făr-de-Cap/Nick-cel-Decapitat-un-pic menționează că se împlinesc 500 de ani de la moartea sa, pe 31 octombrie 1492, rezultând că acțiunea din Camera Secretelor are loc între anii 1992-1993. Această cronologie este din nou confirmată în Talismanele Morții, data morții de pe mormântul lui James și Lily Potter fiind 31 octombrie 1981. Harry având 1 an, atunci când au fost uciși părinții lui, înseamnă că 1980 este anul în care s-a născut, iar principala acțiune se desfășoară între anii 1991 (al doilea capitol din Piatra Filozofală) până în 1998 (sfârșitul Talismanelor Morții).

## Volume Harry Potter
1. Harry Potter și Piatra Filozofală (30 iunie 1997)(Harry Potter and the Philosopher's Stone)
2. Harry Potter și Camera Secretelor (2 iulie 1998)(Harry Potter and the Chamber of Secrets)
3. Harry Potter și Prizonierul din Azkaban (8 iulie 1999)(Harry Potter and the Prisoner of Azkaban)
4. Harry Potter și Pocalul de Foc (8 iulie 2000)(Harry Potter and the Goblet of Fire)
5. Harry Potter și Ordinul Phoenix (21 iunie 2003)(Harry Potter and the Order of Phoenix)
6. Harry Potter și Prințul Semipur (16 iulie 2005)(Harry Potter and the Halfblood Prince)
7. Harry Potter și Talismanele Morții (21 iulie 2007)(Harry Potter and The Deathly Hallows)
8. Harry Potter si Copilul Blestemat(Harry Potter and the Cursed Child)

Toate cele 7 cărți au fost publicate în România de către editura Egmont, și au fost traduse de Ioana Iepureanu. Din păcate, traducerea este departe de a fi una bună. Ioana Iepureanu, deși criticată în repetate rânduri, a preferat să se limiteze la un limbaj pueril, și pe alocuri să folosească traduceri neinspirate. Editura Arthur a retradus seria de cărți, folosind un limbaj elevat. Volumele au fost traduse de Florin Bican, Tatiana Dragomir, Alex Moldovan și Radu Paraschivescu. În anul 2019 a apărut, tot la Editura Arthur, Harry Potter și piatra filosofală, o ediție ilustrată de Jim Kay și tradusă de Florin Bican. Între 2019 și 2024 au apărut edițiile ilustrate ale primelor patru volume ale seriei.
Cărți suplimentare
- Creaturi fantastice și unde le poți găsi (Fantastic Beasts and Where to find them)
- Crimele lui Grindelwald(The crimes of Grindelwald)
- Vâjthațul de-a lungul timpului(Quidditch through the ages)
- Poveștile bardului Beedle(Beedle the Bard)

### Originile și istoria publicării
În 1990, J.K.Rowling se afla într-un tren aglomerat ce parcurgea ruta Manchester - Londra, când ideea pentru Harry i-a apărut în minte. Rowling povestește pe site-ul ei această experiență, declarând:
„De la vârsta de 6 ani am început să scriu încontinuu, dar niciodată n-am fost atât de entuziasmată de vreo idee. Pur și simplu stăteam și mă gândeam, pe parcursul celor 4 ore, așteptând trenul întârziat și toate detaliile mi-au venit în minte, iar idea băiatului cu păr negru, cu ochelari și care habar n-avea că era vrăjitor, a devenit tot mai reală pentru mine.”
În 1995, Harry Potter și Piatra Filozofală a fost finalizat, iar manuscrisul a fost trimis posibililor agenți. Al doilea agent pe care l-a încercat, Christopher Little, s-a oferit s-o reprezinte și a trimis manuscrisul la Bloomsbury. După ce alte 8 edituri au respins Harry Potter și Piatra Filozofală, Bloomsbury i-a oferit lui Rowling 2.500£ avans pentru publicarea cărții.
În ciuda faptului că Rowling nu avea în considerare o anume categorie de vârstă atunci când a început să scrie seria Harry Potter, editorii au plasat-o la categoria copii între 9 - 11 ani. Sfătuită de editorii ei, care se temeau că reprezentanții sexului masculin din acea categorie de vârstă nu vor fi interesați să citească o carte scrisă de o femeie, Joanne Rowling alege ca numele ei de autoare să fie J.K.Rowling (Joanne Kathleen Rowling).
Prima carte Harry Potter a fost publicată în Marea Britanie de către Bloomsbury în iulie 1997 și în Statele Unite de către Scholastic în septembrie 1998, dar nu înainte ca Rowling să primească 105.000$ pentru drepturile Americane, o sumă fără precedent pentru o carte de copii, scrisă de o autoare necunoscută până atunci. Temându-se că cititorii americani nu vor asocia cuvântul „filozofal” cu o temă magică (după cum Piatra Filozofală are legătură cu alchimia), Scholastic a insistat ca titlul cărții pentru piața americană să fie Harry Potter și Piatra Vrăjitorului(Harry Potter and the Sorcerer's Stone).
Bucurându-se de un succes imens și încasări enorme, Rowling și-a permis o pauză între lansările celui de-al patrulea și celui de-al cincilea volum din serie. Primele patru volume strângând fani din toate colțurile lumii, atât în rândul copiilor cât și în rândul adulților, fapt pentru care fiecare volum are și o copertă pentru adulți.

### Finalizarea seriei
În decembrie 2005, Rowling a scris pe website-ul ei că „2006 va fi anul când voi scrie ultima carte din seria Harry Potter”. În cele din urmă, tot pe pagina ei personală de internet, a anunțat data lansării ultimului volum, Harry Potter și Talismanele Morții, ca fiind 21 iulie 2007. 
Cartea în sine a fost terminată pe 11 ianuarie 2007, în hotelul Balmoral din Edinburgh. Rowling a mâzgălit pe spatele unui bust al lui Hermes: „J. K. Rowling a terminat de scris Harry Potter și Talismanele Morții în această cameră (625) pe 11 ianuarie 2007”.
Rowling a mai spus că ultimul capitol din cartea 7, epilogul, a fost scris „undeva prin 1990”.

## Alte personaje

### Familia Black
Cei mai mulți dintre membrii Casei Nobile a familiei Black au fost avocați ai menținerii purității sângelui de vrăjitor, și mulți au fost practicanți ai Magiei Negre. Locuința londoneză a familiei Black este la numărul doisprezece, Grimmauld . Casa conține o mare colecție de artefacte cu origine dubioasă. Motto-ul familiei Black este Toujours Pur, în franceză "Întotdeauna Pur", pentru că familia Black este una dintre puținele familii rămase cu o linie de sânge complet pur. Mai mulți alți vrăjitori pun la îndoială noțiunea de puritate a sângelui. În exemplarul său din Povestirile lui Beedle Bardul (moștenit de Hermione Granger), Dumbledore a făcut adnotări că el crede că mult-lăudata puritate a sângelui nu există și este doar o ficțiune menținută pentru a asigura supremația unor familii .
Arborele genealogic arată că familia Black a făcut mezalianțe doar cu alte câteva familii de sânge-pur , descendenții având obligația de a-și menține sângele-pur. Familia Black este legată de aproape toate familiile. Ultimele câteva generații a familiei Black pornesc de la Phineas Nigellus Black și Ursula Flint . Familia Black a crezut în ideea lui Voldemort care susținea "purificarea liniei de sânge de vrăjitor", dar alte personaje , cum ar fi părinții lui Sirius au refuzat ideea mod deschis. Găsim mai mulți membri de familie pe parcursul seriei, personaje de sex feminin care s-au căsătorit în alte familii [cum ar fi Narcissa Reacredință (Malfoy) și Bellatrix Lestrange] , sau descendenți renegați ai familiei (ca Andromeda și Nymphadora Tonks), care nu mai folosesc numele de familie Black. În 1996, ultimul supraviețuitor al familiei, cunoscut cu numele de Sirius, a fost ucis de către verișoara lui, Bellatrix Lestrange (născută Black) în Harry Potter și Ordinul Phoenix.
Arborele genealogic al familiei poate fi consultat în cartea a cincea, dar a ajuns în atenția publicului în ianuarie 2006, când autorul a donat o versiune a acestuia la o licitație internațională de binefacere . Acest document, a cauzat o agitație considerabilă în rândul fanilor, deoarece a furnizat informații noi despre personajele și intriga din volumele șase și șapte. Arborele genealogic a fost în cele din urmă cumpărat de la £ 30,000, în numele actorului britanic Daniel Radcliffe, care îl joacă pe Harry Potter în film.

## Traduceri
|     | Limbă               | Țară | Distribuitori și publiciști | Traducători | Titluri |
| --- | ------------------- | --- | --- | --- | --- |
| 1.  | Afrikaans           | Sudul Africii | Human & Rousseau (pty) Ltd. | 1. Janie Oosthuysen (I-V) 2. Kobus Geldenhuys (VI-VII) | 1. Harry Potter și Piatra Filosofală 2. Harry Potter și Cupa de Foc 3. Harry Potter și Prizonierul din Azkaban 4. Harry Potter și Ordinul Phoenix 5. Harry Potter en die Halfbloed Prins 6. Harry Potter și Comoara Scorpionului |
| 2.  | Albaneză            | Albania | Editura Dituria | Amik Kasoruho | 1. Wikipedia:WikiVerifier Beta/Cereri. 2. Harry Potter dhe Dhoma e të fshehtave 3. Harry Potter dhe i burgosuri i Azkabanit 4. Harry Potter dhe kupa e zjarrit 5. Harry Potter dhe urdhri i Feniksit 6. Harry Potter dhe Princi Gjakpërzier 7. Harry Potter dhe Dhuratat e Vdekjes |
| 3.  | Arabă               | Arabia | Nahdet Misr | Muhammad Ibrahim | 1. هاري بوتر وحجر الفيلسوف 2. هاري بوتر وحجرة الأسرار 3. هاري بوتر وسجين أزكابان 4. هاري بوتر وكأس النار 5. هاري بوتر وجماعة العنقاء 6. هاري بوتر والأمير الهجين 7. هاري بوتر ومقدسات الموت |
| 4.  | Asturiană           | Spania (Asturias) | Trabe | Xesús González Rato | 1. Harry Potter y la piedra filosofal |
| 5.  | Bască               | Spania (Țara Bascilor) | Elkarlanean | Iñaki Mendiguren (I-VII) | 1. Harry Potter eta Sorgin Harria 2. Harry Potter eta Sekretuen Ganbera 3. Harry Potter eta Azkabango presoa 4. Harry Potter eta Suaren Kopa 5. Harry Potter eta Fenixaren Ordena 6. Harry Potter eta Odol Nahasiko Printzea 7. Harry Potter eta Herioaren Erlikiak |
| 6.  | Bengali             | - India - Bangladesh | Ankur Prakashani | 1. Sohrab Hasan (I) 2. Muniruzzaman (II-III) 3. Asim Chowdhury (IV-VI) 4. Mohsin Habib (VII) | 1. হ্যারি পটার এন্ড দ্য ফিলোসফার্স স্টোন 2. হ্যারি পটার এন্ড দ্য চেম্বার অব সিক্রেটস 3. হ্যারি পটার এন্ড দ্য প্রিজনার অব আজকাবান 4. হ্যারি পটার এন্ড দ্য গবলেট অব ফায়ার 5. হ্যারি পটার এন্ড দ্য অর্ডার অব দ্য ফিনিক্স 6. হ্যারি পটার এন্ড দ্য হাফ ব্লাড প্রিন্স 7. হ্যারি পটার এন্ড দ্য ডেথলি হ্যালোজ |
| 7.  | Bosniacă            | Bosnia și Herțegovina | Buybook | | 1. Harry Potter i kamen mudrosti 2. Harry Potter i odaja tajni |
| 8.  | Bulgară             | Bulgaria | Egmont Bulgaria | 1. Teodora Dzhebarova (I) 2. Mariana Melnishka (II-IV) 3. Emiliya L. Maslarova (V-VII) | 1. Хари Потър и Философският камък 2. Хари Потър и Стаята на тайните 3. Хари Потър и Затворникът от Азкабан 4. Хари Потър и Огненият бокал 5. Хари Потър и Орденът на феникса 6. Хари Потър и Нечистокръвния принц 7. Хари Потър и Даровете на Смъртта |
| 9.  | Catalan             | - Andorra - Spania (Insulele Baleare, Catalonia) | Editorial Empúries; Valencian adaptation published by Tàndem Edicions, S.L. | 1. Laura Escorihuela (I-IV) [ Valencian adaptation of Escorihuela's translation by Salvador Company, (I-II)] 2. Marc Alcega (IV) 3. Xavier Pàmies (V-VII) | 1. Harry Potter i la pedra filosofal 2. Harry Potter i la cambra secreta 3. Harry Potter i el pres d'Azkaban 4. Harry Potter i el calze de foc 5. Harry Potter i l'orde del Fènix 6. Harry Potter i el Misteri del Príncep 7. Harry Potter i les relíquies de la Mort |
| 10. | Chineză             | Simplificată: - Republica Populară Chineză Tradițională: - Republica China on Taiwan - Hong Kong - Macau                                                          | Simplificat: People's Literature Publishing House (人民文学出版社); Traditional: Crown Publishing Company Ltd (皇冠出版社) | Simplificat: 1. Su Nong (苏农) (I) 2. Ma Aixin (马爱新) (II, IV, V) 3. Zheng Xumi (郑须弥) (III) 4. Ma Ainong (马爱农) (V) 5. Cai Wen (蔡文) (V) Traditional: 1. Peng Chien-Wen (彭倩文; Peng Qianwen) (I-IV) 2. Crown Editor and Translator Group (皇冠編譯組; Huangguan Bianyi Zu) (V-VII) | Simplified: 1. 哈利·波特与魔法石 2. 哈利·波特与密室 3. 哈利·波特与阿兹卡班的囚徒 4. 哈利·波特与火焰杯 5. 哈利·波特与凤凰社 6. 哈利·波特与“混血王子” 7. 哈利·波特与死亡圣器 Traditional: 1. 哈利波特—神秘的魔法石 2. 哈利波特—消失的密室 3. 哈利波特—阿茲卡班的逃犯 4. 哈利波特—火盃的考驗 5. 哈利波特—鳳凰會的密令 6. 哈利波特—混血王子的背叛 7. 哈利波特—死神的聖物                                                                                                 |
| 11. | Croată              | Croația | Algoritam | 1. Zlatko Crnković (I-III) 2. Dubravka Petrović (IV-VI) | 1. Harry Potter i Kamen mudraca 2. Harry Potter i Odaja tajni 3. Harry Potter i Zatočenik Azkabana 4. Harry Potter i Plameni Pehar 5. Harry Potter i Red feniksa 6. Harry Potter i Princ miješane krvi 7. Harry Potter i Darovi smrti |
| 12. | Cehǎ                | Cehia | Albatros | 1. Vladimír Medek (I, II, IV) 2. Pavel Medek (III, V, VI, VII) | 1. Harry Potter a Kámen mudrců 2. Harry Potter a Tajemná komnata 3. Harry Potter a vězeň z Azkabanu 4. Harry Potter a Ohnivý pohár 5. Harry Potter a Fénixův řád 6. Harry Potter a princ dvojí krve 7. Harry Potter a Relikvie smrti |
| 13. | Daneză              | Danemarca | Gyldendal | Hanna Lützen | 1. Harry Potter og De Vises Sten 2. Harry Potter og Hemmelighedernes Kammer 3. Harry Potter og Fangen fra Azkaban 4. Harry Potter og Flammernes Pokal 5. Harry Potter og Føniksordenen 6. Harry Potter og Halvblodsprinsen 7. Harry Potter og Dødsregalierne |
| 14. | Olandeză            | - Belgia - Țările de Jos - Suriname | Standaard / Uitgeverij De Harmonie | Wiebe Buddingh' | 1. Harry Potter en de Steen der Wijzen 2. Harry Potter en de Geheime Kamer 3. Harry Potter en de Gevangene van Azkaban 4. Harry Potter en de Vuurbeker 5. Harry Potter en de Orde van de Feniks 6. Harry Potter en de Halfbloed Prins 7. Harry Potter en de Relieken van de Dood |
| 15. | Engleză             | - Regatul Unit - Irlanda - Australia - Noua Zeelanda - Canada - Sudul Africii (Original editions; not translations) - United States (edited for American readers) | UK/ROI: Bloomsbury Publishing: Australia/New Zealand: Allen & Unwin Pty Ltd (Distributor): Canada: Bloomsbury/Raincoast: South Africa: Jonathan Ball Publishers/HarperCollins United States: Scholastic/Arthur A. Levine Books | | 1. Harry Potter and the Philosopher's Stone (USA: Harry Potter and the Sorcerer's Stone) 2. Harry Potter and the Chamber of Secrets 3. Harry Potter and the Prisoner of Azkaban 4. Harry Potter and the Goblet of Fire 5. Harry Potter and the Order of the Phoenix 6. Harry Potter and the Half-Blood Prince 7. Harry Potter and the Deathly Hallows |
| 16. | Estonă              | Estonia | Varrak Publishers | 1. Kaisa Kaer 2. Krista Kaer | 1. Harry Potter ja tarkade kivi 2. Harry Potter ja saladuste kamber 3. Harry Potter ja Azkabani vang 4. Harry Potter ja tulepeeker 5. Harry Potter ja Fööniksi Ordu 6. Harry Potter ja segavereline prints 7. Harry Potter ja Surma vägised |
| 17. | Feroeză             | Insulele Feroe | Bokadeild Foroya Laerarafelags | 1. Gunnar Hoydal (I-III) 2. Malan Háberg (IV) 3. Bergur Rasmussen (V-VI) | 1. Harry Potter og Vitramannasteinurin 2. Harry Potter og Kamarið Við Loynidómum 3. Harry Potter og Fangin Úr Azkaban 4. Harry Potter og Eldbikarið 5. Harry Potter og Føniksfylkingin 6. Harry Potter og Hálvblóðsprinsurin 7. Harry Potter og Arvalutir Deyðans |
| 18. | Finlandezǎ          | Finlanda | Tammi | Jaana Kapari | 1. Harry Potter ja viisasten kivi 2. Harry Potter ja salaisuuksien kammio 3. Harry Potter ja Azkabanin vanki 4. Harry Potter ja liekehtivä pikari 5. Harry Potter ja Feeniksin kilta 6. Harry Potter ja Puoliverinen prinssi 7. Harry Potter ja Kuoleman varjelukset |
| 19. | Franceză            | - Belgia - Canada - Franta - Elveția - Luxemburg | Éditions Gallimard | Jean-François Ménard (plus the school books) | 1. Harry Potter à l'école des sorciers 2. Harry Potter et la Chambre des secrets 3. Harry Potter et le Prisonnier d'Azkaban 4. Harry Potter et la Coupe de feu 5. Harry Potter et l'Ordre du phénix 6. Harry Potter et le Prince de sang-mêlé 7. Harry Potter et les Reliques de la Mort |
| 20. | Frizonă occidentală | Țările de Jos | Uitgeverij Bornmeer | Jetske Bilker | 1. Harry Potter en de stien fan 'e wizen |
| 21. | Galiciană           | Spania | Editorial Galaxia | 1. Marilar Aleixandre 2. Eva Almazán | 1. Harry Potter e a pedra filosofal 2. Harry Potter e a Cámara dos Segredos 3. Harry Potter e o preso de Azkaban 4. Harry Potter e o Cáliz de fogo 5. Harry Potter e a Orde do Fénix 6. Harry Potter e o misterio do príncipe 7. Harry Potter e as reliquias da morte |
| 22. | Georgiană           | Georgia | Bakur Sulakauri Publishing | 1. Manana Antadze (I) 2. Davit Gabunia (II, III) 3. Ketevan Kanchashvili (IV, VI) 4. I.Beriashvili (V) 5. Tsitso Khotsuashvili (VII) | 1. ჰარი პოტერი და ფილოსოფიური ქვა 2. ჰარი პოტერი და საიდუმლო ოთახი 3. ჰარი პოტერი და აზკაბანის ტყვე 4. ჰარი პოტერი და ცეცხლოვანი თასი 5. ჰარი პოტერი და ფენიქსის ორდენი 6. ჰარი პოტერი და ნახევარპრინცი 7. ჰარი პოტერი და სიკვდილის საჩუქრები |
| 23. | Germană             | - Austria - Germania - Liechtenstein - Elveția - Luxembourg | Carlsen Verlag | Klaus Fritz | 1. Harry Potter und der Stein der Weisen 2. Harry Potter und die Kammer des Schreckens 3. Harry Potter und der Gefangene von Askaban 4. Harry Potter und der Feuerkelch 5. Harry Potter und der Orden des Phönix 6. Harry Potter und der Halbblutprinz 7. Harry Potter und die Heiligtümer des Todes |
| 24. | Germană de jos      | Germania | Verlag Michael Jung | 1. Hartmut Cyriacks 2. Peter Nissen 3. Luke Hedin Et al. | 1. Harry Potter un de Wunnersteen 2. Harry Potter un de grulig Kamer |
| 25. | Greacă modernă      | Grecia | Psichogios Publications | 1. Máia Roútsou (I) 2. Kaíti Oikonómou (II-V) | 1. Ο Χάρι Πότερ και η Φιλοσοφική Λίθος 2. Ο Χάρι Πότερ και η Κάμαρα με τα Μυστικά 3. Ο Χάρι Πότερ και ο Αιχμάλωτος του Αζκαμπάν 4. Ο Χάρι Πότερ και το Κύπελλο της Φωτιάς 5. Ο Χάρι Πότερ και το Τάγμα του Φοίνικα 6. Ο Χάρι Πότερ και ο Ημίαιμος Πρίγκηψ 7. Ο Χάρι Πότερ και οι Κλήροι του Θανάτου |
| 26. | Greacă veche        | | Bloomsbury | Andrew Wilson (I) | 1. Ἅρειος Ποτὴρ καὶ ἡ τοῦ φιλοσόφου λίθος |
| 27. | Groenlandeză        | Groenlanda | Atuakkiorfik Greenland Publishers | Stephen Hammeken | 1. Harry Potter ujaraallu inuunartoq |
| 28. | Gujarati            | India | Manjul Publishing House Pvt. Ltd. | 1. Harish Nayak 2. Jagruti Trivedi | 1. હેરી પોટર અને પારસમણિ 2. હેરી પોટર અને રહસ્યમય ભોંયરુ 3. હેરી પોટર અને અઝકાબાનનો કેદી 4. હેરી પોટર અને આગનો પ્યાલો 5. હેરી પોટર અને ફિનિક્સની ફોજ 6. હેરી પોટર અને હાફ-બ્લડ પ્રીન્સ 7. હેરી પોટર અને મોતની સોગાદો |
| 29. | Ebraică             | Israel | Miskal Ltd. (Yedioth Ahronoth and Sifrey Hemed) / Books in the Attic Ltd. | Gili Bar-Hillel | 1. הארי פוטר ואבן החכמים 2. הארי פוטר וחדר הסודות 3. הארי פוטר והאסיר מאזקבאן 4. הארי פוטר וגביע האש 5. הארי פוטר ומסדר עוף החול 6. הארי פוטר והנסיך חצוי־הדם 7. הארי פוטר ואוצרות המוות |
| 30. | Hindi               | India | Manjul Publishing House Pvt. Ltd. | Sudhir Dixit (I-VII) | 1. हैरी पॉटर और पारस पत्थर 2. हैरी पॉटर और रहस्यमयी तहख़ाना 3. हैरी पॉटर और अज़्काबान का क़ैदी 4. हैरी पॉटर और आग का प्याला 5. हैरी पॉटर और मायापंछी का समूह 6. हैरी पॉटर और हाफ़-ब्लड प्रिंस 7. हैरी पॉटर और मौत के तोहफे |
| 31. | Maghiară            | Ungaria | Animus Publishing | Tóth Tamás Boldizsár | 1. Harry Potter és a bölcsek köve 2. Harry Potter és a Titkok Kamrája 3. Harry Potter és az azkabani fogoly 4. Harry Potter és a Tűz Serlege 5. Harry Potter és a Főnix Rendje 6. Harry Potter és a Félvér Herceg 7. Harry Potter és a Halál ereklyéi |
| 32. | Islandeză           | Islanda | Bjartur | 1. Helga Haraldsdóttir (I-VII) 2. Jón Hallur Stefánsson (V) | 1. Harry Potter og viskusteinninn 2. Harry Potter og leyniklefinn 3. Harry Potter og fanginn frá Azkaban 4. Harry Potter og eldbikarinn 5. Harry Potter og Fönixreglan 6. Harry Potter og Blendingsprinsinn 7. Harry Potter og Dauðadjásnin |
| 33. | Indoneziană         | Indonezia | Penerbit PT Gramedia Pustaka Utama | Listiana Srisanti (I-V) | 1. Harry Potter dan Batu Bertuah 2. Harry Potter dan Kamar Rahasia 3. Harry Potter dan Tawanan Azkaban 4. Harry Potter dan Piala Api 5. Harry Potter dan Orde Phoenix 6. Harry Potter dan Pangeran Berdarah-Campuran 7. Harry Potter dan Relikui Kematian |
| 34. | Irlandeză           | - Irlanda - Regatul Unit | Bloomsbury | Máire Nic Mhaoláin (I) | 1. Harry Potter agus an Órchloch |
| 35. | Italiană            | - Italia - Elveția | Adriano Salani Editore | 1. Marina Astrologo (I-II) 2. Beatrice Masini (III-VII) Illustrated by Serena Riglietti | 1. Harry Potter e la Pietra Filosofale 2. Harry Potter e la Camera dei Segreti 3. Harry Potter e il Prigioniero di Azkaban 4. Harry Potter e il Calice di Fuoco 5. Harry Potter e l'Ordine della Fenice 6. Harry Potter e il Principe Mezzosangue 7. Harry Potter e i Doni della Morte |
| 36. | Japoneză            | Japonia | Say-zan-sha Publications Ltd. | Yuko Matsuoka (松岡 佑子 Matsuoka Yūko?) | 1. ハリー・ポッターと賢者の石 2. ハリー・ポッターと秘密の部屋 3. ハリー・ポッターとアズカバンの囚人 4. ハリー・ポッターと炎のゴブレット 5. ハリー・ポッターと不死鳥の騎士団 6. ハリー・ポッターと謎のプリンス 7. ハリー・ポッターと死の秘宝 |
| 37. | Khmeră              | Cambodgia | University of Cambodia Press | Un Tim | 1. ហេរី ផោតធ័រ និង សិលាទេព 2. ហេរី ផោតធ័រ និង បន្ទប់ សម្ងាត់ |
| 38. | Coreeană            | Coreea de Sud | Moonhak Soochup Publishing Co. | 1. Kim Hye-won (I-IV) 2. Inja Choe (V) | 1. 해리 포터와 마법사의 돌 2. 해리 포터와 비밀의 방 3. 해리 포터와 아즈카반의 죄수 4. 해리 포터와 불의 잔 5. 해리 포터와 불사조 기사단 6. 해리 포터와 혼혈 왕자 7. 해리 포터와 죽음의 성물 |
| 39. | Latină              | | Bloomsbury | Peter Needham (I-II) | 1. Harrius Potter et Philosophi Lapis 2. Harrius Potter et Camera Secretorum |
| 40. | Letonă              | Letonia | Jumava | 1. Ingus Josts (I-VII) 2. Ieva Kolmane (IV-VII) 3. Sabīne Ozola (V,VII) 4. Māra Poļakova (V,VII) | 1. Harijs Poters un Filozofu akmens 2. Harijs Poters un Noslēpumu kambaris 3. Harijs Poters un Azkabanas gūsteknis 4. Harijs Poters un Uguns biķeris 5. Harijs Poters un Fēniksa Ordenis 6. Harijs Poters un Jauktasiņu princis 7. Harijs Poters un Nāves Dāvesti |
| 41. | Lituaniană          | Lituania | Alma Littera Company Limited | Zita Marienė | 1. Haris Poteris ir Išminties akmuo 2. Haris Poteris ir Paslapčių kambarys 3. Haris Poteris ir Azkabano kalinys 4. Haris Poteris ir Ugnies taurė 5. Haris Poteris ir Fenikso Brolija 6. Haris Poteris ir Netikras Princas 7. Haris Poteris ir Mirties relikvijos |
| 42. | Luxemburgheză       | Luxemburg | Kairos Edition | Florence Berg | 1. Den Harry Potter an den Alchimistesteen |
| 43. | Macedoneană         | Macedonia de Nord | Publishing House Kultura (I-V) Mladinska kniga Skopje (VI) | 1. Blagorodna Bogoeska-Anćevska (I-V) 2. Lavinija Shuvaka (VI) | 1. Хари Потер и Каменот на мудроста 2. Хари Потер и Одајата на тајните 3. Хари Потер и Затвореникот од Азкабан 4. Хари Потер и Пламениот пехар 5. Хари Потер и Редот на фениксот 6. Хари Потер и Полукрвниот Принц 7. Хари Потер и Реликвиите на смртта |
| 44. | Marathi             | India | Manjul Publishing House Pvt. Ltd. | 1. Priyanka Kulkarni(III) 2. Manjusha Amdekar(II,IV,V,VI) 3. Bal Urdhwareshe(I) | 1. हॅरी पॉटर आणि परीस 2. हॅरी पॉटर आणि रहस्यमय तळघर 3. हॅरी पॉटर आणि अझ्कबानचा कैदी 4. हॅरी पॉटर आणि अग्निचषक 5. हॅरी पॉटर आणि फीनिक्स सेना 6. हॅरी पॉटर आणि हाफ-ब्लड प्रिन्स 7. हॅरी पॉटर अँड द डेथली हॅलोज |
| 45. | Malaieză            | Malaysia | Pelangi Books | | 1. Harry Potter dengan Batu Hikmat 2. Harry Potter dan Bilik Rahsia 3. Harry Potter dengan Banduan Azkaban 4. Harry Potter dalam Piala Api 5. Harry Potter dalam Kumpulan Phoenix 6. Harry Potter dengan Putera Berdarah Kacukan 7. Harry Potter dengan Azimat Maut |
| 46. | Malayalam           | India | Manjul Publishing House Pvt. Ltd. | Radhika C. Nair | 1. ഹാരി പോട്ടര്‍ രസ്ആയനക്കലല്‍ [rasāyanakkall] 2. ഹാരി പോട്ടര്‍ നിഗൂഢ നിലവറ |
| 47. | Mongolă             | Mongolia | Nepko Publishing | Д.Аюуш & Д.Батбаяр | 1. Харри Поттер ба Шидэт Чулуу 2. Харри Поттер ба Нууц Өрөө 3. Харри Поттер ба Азкабаны Хоригдол 4. Харри Поттер ба Галт Хундага 5. Харри Поттер ба Фениксийн Бүлгэм 6. Харри Поттер ба Эрлийз Хунтайж 7. Харри Поттер ба Үхлийн Өлгүүд |
| 48. | Nepaleză            | Nepal | Sunbird Publishing House | 1. Shlesha Thapaliya 2. Bijaya Adhikari | 1. ह्यारी पोटर र पारसमणि |
| 49. | Norvegiană          | Norvegia | N.W. Damm & Søn A.S. | Torstein Bugge Høverstad | 1. Harry Potter og de vises stein 2. Harry Potter og Mysteriekammeret 3. Harry Potter og fangen fra Azkaban 4. Harry Potter og ildbegeret 5. Harry Potter og Føniksordenen 6. Harry Potter og Halvblodsprinsen 7. Harry Potter og dødstalismanene |
| 50. | Occitană            | Franța (Occitania) | Per Noste Edicions | Karine Richard Bordenave (I) | 1. Harry Potter e la pèira filosofau |
| 51. | Persană             | Iran | Tandis Books | Vida Eslamiyeh | 1. هری پاتر و سنگ جادو 2. هری پاتر و تالار اسرار 3. هری پاتر و زندانی آزکابان 4. هری پاتر و جام آتش 5. هری پاتر و محفل ققنوس 6. هری پاتر و شاهزاده دورگه 7. هری پاتر و یادگاران مرگ |
| 52. | Poloneză            | Polonia | Media Rodzina | Andrzej Polkowski | 1. Harry Potter i Kamień Filozoficzny 2. Harry Potter i Komnata Tajemnic 3. Harry Potter i więzień Azkabanu 4. Harry Potter i Czara Ognia 5. Harry Potter i Zakon Feniksa 6. Harry Potter i Książę Półkrwi 7. Harry Potter i Insygnia Śmierci |
| 53. | Portugheză          | - Brazilia (portugheză braziliană) - Portugalia (portugheză europeană)                                                                                            | Brazilia: Editora Rocco Ltda. Portugalia: Editorial Presença | Brazilia: Lia Wyler Portugalia: 1. Isabel Fraga (I) 2. Isabel Nunes 3. Manuela Madureira | 1. Harry Potter e a Pedra Filosofal 2. Harry Potter e a Câmara Secreta (Portugal: Harry Potter e a Câmara dos Segredos) 3. Harry Potter e o Prisioneiro de Azkaban 4. Harry Potter e o Cálice de Fogo 5. Harry Potter e a Ordem da Fênix (Portugal: Harry Potter e a Ordem da Fénix) 6. Harry Potter e o Enigma do Príncipe (Portugal: Harry Potter e o Príncipe Misterioso) 7. Harry Potter e as Relíquias da Morte (Portugal: Harry Potter e os Talismãs da Morte) |
| 54. | Română              | - România - Moldova | Egmont Romania Editura Arthur | Ioana Iepureanu Florin Bican | 1. Harry Potter și Piatra Filozofală 2. Harry Potter și Camera Secretelor 3. Harry Potter și Prizonierul din Azkaban 4. Harry Potter și Pocalul de Foc 5. Harry Potter și Ordinul Phoenix 6. Harry Potter și Prințul Semipur 7. Harry Potter și Talismanele Morții |
| 55. | rusă                | Rusia | Rosman Publishing | 1. Igor W. Oranskij (I) 2. Marina D. Litvinova (II-V) 3. Vladimir Babkov (V) 4. Viktor Golyshev (V) 5. Leonid Motylev (V) 6. Sergei Iljin (VI) 7. Maya Lahuti (VI) | 1. Гарри Поттер и философский камень 2. Гарри Поттер и тайная комната 3. Гарри Поттер и узник Азкабана 4. Гарри Поттер и кубок огня 5. Гарри Поттер и орден феникса 6. Гарри Поттер и принц-полукровка 7. Гарри Поттер и Дары Cмерти |
| 56. | Sârbă               | - Serbia - Muntenegru | - Alfa – Narodna Knjiga (withdrawn) - Evro Giunti | 1. Draško Roganović & Vesna Stamenković Roganović (I-VII) 2. Ana Vukomanović (II) | Latin alphabet: 1. Hari Poter i Kamen mudrosti 2. Hari Poter i Dvorana tajni 3. Hari Poter i zatvorenik iz Askabana 4. Hari Poter i Vatreni Pehar 5. Hari Poter i Red feniksa 6. Hari Poter i Polukrvni Princ 7. Hari Poter i relikvije Smrti Cyrillic alphabet: 1. Хари Потер и Камен мудрости 2. Хари Потер и Дворана тајни 3. Хари Потер и затвореник из Аскабана 4. Хари Потер и Ватрени пехар 5. Хари Потер и Ред феникса                                       |
| 57. | Singaleză           | Sri Lanka | Sarasavi Publishers (Pvt) Ltd | 1. Abhaya Hewawasam (I-V) 2. Thomson J Vendabona (VI) | 1. හැරී පොටර් සහ මායා ගල 2. හැරී පොටර් සහ රහස් කුටිය 3. හැරී පොටර් සහ අස්කබාන්හි සිරකරු 4. හැරී පොටර් සහ අග්නි කුසලානය 5. හැරී පොටර් සහ ෆීනික්ස් නිකාය 6. හැරී පොටර් සහ අඩ ලේ කුමාරයා |
| 58. | Slovacă             | Slovacia | IKAR | 1. Jana Petrikovičová (I-II) 2. Oľga Kralovičová (III-VI) | 1. Harry Potter a Kameň mudrcov 2. Harry Potter a tajomná komnata 3. Harry Potter a väzeň z Azkabanu 4. Harry Potter a Ohnivá čaša 5. Harry Potter a Fénixov rád 6. Harry Potter a polovičný princ 7. Harry Potter a Dary smrti |
| 59. | Slovenă             | Slovenia | Mladinska knjiga | 1. Jakob J. Kenda (I-VII) 2. Branko Gradišnik (VI) | 1. Harry Potter in Kamen modrosti 2. Harry Potter in Dvorana skrivnosti 3. Harry Potter in Jetnik iz Azkabana 4. Harry Potter in Ognjeni kelih 5. Harry Potter in Feniksov red 6. Harry Potter in Princ mešane krvi (2nd translation by Kenda), Harry Potter in Polkrvni princ (1st translation by Gradišnik) 7. Harry Potter in Svetinje smrti |
| 60. | Spaniolă            | - Spania - America Latină | Emece Editores / Salamandra | 1. Alicia Dellepiane Rawson (I) 2. Nieves Martín Azofra (II-IV) 3. Adolpho Muñoz Garcia (II-IV) 4. Gemma Rovira Ortega (V-VII) | 1. Harry Potter y la piedra filosofal 2. Harry Potter y la cámara secreta 3. Harry Potter y el prisionero de Azkaban 4. Harry Potter y el Cáliz de Fuego 5. Harry Potter y la Orden del Fénix 6. Harry Potter y el misterio del príncipe 7. Harry Potter y las Reliquias de la Muerte |
| 61. | Suedeză             | - Suedia - Finlanda | Tiden Young Books / Raben & Sjögren | Lena Fries-Gedin | 1. Harry Potter och de vises sten 2. Harry Potter och Hemligheternas kammare 3. Harry Potter och fången från Azkaban 4. Harry Potter och den flammande bägaren 5. Harry Potter och Fenixorden 6. Harry Potter och Halvblodsprinsen 7. Harry Potter och dödsrelikerna |
| 62. | Thailandeză         | Thailanda | Nanmee Books | 1. Sumalee Bumrungsuk (I-II, V-VII) 2. Waleephon Wangsukun (III) 3. Ngarmpun Vejjajiva (IV) | 1. แฮร์รี่ พอตเตอร์กับศิลาอาถรรพ์ 2. แฮร์รี่ พอตเตอร์กับห้องแห่งความลับ 3. แฮร์รี่ พอตเตอร์กับนักโทษแห่งอัซคาบัน 4. แฮร์รี่ พอตเตอร์กับถ้วยอัคนี 5. แฮร์รี่ พอตเตอร์กับภาคีนกฟีนิกซ์ 6. แฮร์รี่ พอตเตอร์กับเจ้าชายเลือดผสม 7. แฮร์รี่ พอตเตอร์กับเครื่องรางยมทูต |
| 63. | Tibetană            | China (Regiunea autonomă Tibet) | Bod ljongs mi dmangs dpe skrun khang | 1. Nor dkyil Bu chung rgyal (I-II) [Norkyil Buchung Gyal (ནོར་དཀྱིལ་བུཆུངརྒྱལ་) ] | 1. ༄༅།།ཧ་རུའེ་ཕོད་ཐར་དང་ཚེ་རྡོ།། 2. ༄༅།།ཧ་རུའེ་ཕོད་ཐར་དང་གསང་བའི་ཁང་པ།། |
| 64. | Turcă               | Turcia | - Dost Kitabevi (first novel only) - Yapı Kredi Kültür Sanat Yayıncılık | 1. Mustafa Bayındır (I) 2. Ülkü Tamer (I) 3. Sevin Okyay (II-VII) 4. Kutlukhan Kutlu (II-VII, the school books) | 1. Harry Potter ve Felsefe Tașı 2. Harry Potter ve Sırlar Odası 3. Harry Potter ve Azkaban Tutsağı 4. Harry Potter ve Ateș Kadehi 5. Harry Potter ve Zümrüdüanka Yoldașlığı 6. Harry Potter ve Melez Prens 7. Harry Potter ve Ölüm Yadigârları |
| 65. | Ucraineană          | Ucraina | A-BA-BA-HA-LA-MA-HA | 1. Victor Morozov (all 7 books) 2. Sofiia Andrukhovich (part of IV) | 1. Гаррі Поттер і філософський камінь 2. Гаррі Поттер і Таємна кімната 3. Гаррі Поттер і в'язень Азкабану * 4. Гаррі Поттер і Келих вогню * 5. Гаррі Поттер і Орден Фенікса * 6. Гаррі Поттер і Напівкровний Принц * 7. Гаррі Поттер і Смертельні Реліквії * * The Ukrainian movie titles use another variant of the word "and" (in Ukrainian, there are two variants of the word: "і" and "та"): "та" (ta)                                                          |
| 66. | Urdu                | Pakistan | Oxford University Press | Darakhshanda Asghar Khokhar(I-IV) | 1. هیرى پوٹر اور پارس پتهر 2. هیرى پوٹر اور ازكبان كا قیدى 3. هیرى پوٹر اور آگ كا پیاله |
| 67. | Vietnameză          | Vietnam | Youth Publishing House | Lý Lan | 1. Harry Potter và Hòn đá phù thuỷ 2. Harry Potter và Hầm chứa Bí mật 3. Harry Potter và tên tù nhân ngục Azkaban 4. Harry Potter và chiếc Cốc Lửa 5. Harry Potter và hội Phượng hoàng 6. Harry Potter và Hoàng tử Lai 7. Harry Potter và Bảo bối Tử thần |
| 68. | Galeză              | Regatul Unit | Bloomsbury | Emily Huws (I) | 1. Harri Potter a Maen yr Athronydd |